# Острова-«спутники» Шикотана
Острова-«спутники» Шикотана — островки и скалы в прибрежной акватории острова Шикотан, остававшиеся в основном безымянными в советский период (за исключением самых крупных из них). Их имянаречение продолжилось в России начала XXI века, что позволяет выделить их в отдельную категорию географических объектов.
Список основных островов и скал в прибрежной акватории острова Шикотан:
| Название     | Площадь, км² | Максимальная высота, м | Широта | Долгота | Космический снимок |
| ------------ | ------------ | ---------------------- | ------ | ------- | ------------------ |
| Грига        | 1,26         | св. 70                 | 43°45′ | 146°47′ |                    |
| Айвазовского | 0,79         | 58,8                   | 43°44′ | 146°42′ |                    |
| Девятый Вал  | -            | -                      | 43°43′ | 146°42′ |                    |
| Гнечко       | 0,0307       | 30                     | 43°48′ | 146°52′ |                    |
| Дальний      | -            | 62                     | 43°47′ | 146°51′ |                    |
| Средний      | -            | 42                     | 43°48′ | 146°50′ |                    |
| Фархутдинова | 0,0307       | -                      | 43°48′ | 146°53′ |                    |
| Капицы       | 0,286        | 30                     | 43°49′ | 146°54′ |                    |